# Окислы и гидроокислы (минералы)
Окислы и гидроокислы — минералы, являющиеся соединениями металлов и неметаллов с кислородом. Общее количество свободных окислов в земной коре составляет около 17%. Из них на долю только одного кремнезема приходится 12,6%; окислы и гидроокислы железа составляют 3,9%. Из остальных наибольшее значение имеют окислы и гидроокислы алюминия, марганца, титана, хрома.

## Свойства
Большинство минералов интенсивно окрашены в темные цвета, непрозрачны или просвечивают в осколках, имеют полуметаллический блеск и повышенную твердость (от 6 до 9). Плотность обычно прямо пропорциональна плотности составляющих элементов. Иногда отмечается магнитность. Среди минералов этого класса развит изоморфизм. В кристаллических структурах минералов этого класса катионы металлов находятся в окружении анионов кислорода (в окислах) или гидроксила (в гидроокислах).

## Генезис и формы нахождения
Форма нахождения окислов в природе весьма разнообразна. Они встречаются в виде хорошо образованных кристаллов, сплошных зернистых масс, рыхлых, землистых или порошковатых, агрегатов, иногда скрытокристаллических, вплоть до коллоидных.
Основная часть окислов и гидроокислов сосредоточена в верхних слоях земной коры на границе с атмосферой, в которой имеется свободный кислород, а также в водных бассейнах — болотных, озерных и морских.
Окислы осадочного генезиса обычно порошковые, ноздреватые, простые агрегаты, конкреции, оолиты, натечные, почкообразные или сталактитовые формы. возникают они также и при магматическом, пегматитовом, гидротермальном процессах, региональном и контактовом метаморфизме.
В условиях выветривания многие из них устойчивы и накаливаются в россыпях.

## Классификация

### По химическим свойствам
1. Кислотные или ангидриты (SiO2 и другие).
2. Основные (СаО и другие).
3. Амфотерные (Al2O3 и другие)
4. Безразличные или индифферентные (редкие)
5. Смешанные (FeFe2O4 и другие).

### По составу
Среди окислов выделяют: простые, сложные и гидроокислы.
Простые окислы — это соединения одного элемента с кислородом. Широко распространены окислы двух-, трёх-, четырехвалентных элементов. Редки окислы с формулами А2О3, А2О4. Катион чаще всего представлен H, Si, Al, Fe, Ti, Mn, Sn, Pb, Mg, As, Sb, Bi, Cu, U и редко другими элементами. 
Структура таких окислов очень проста. Координационные числа катионов обычно 4 или 6. Физические и оптические свойства простых окислов варьируются в широких пределах. Ряд простых окислов характерен для зон окисления, осадочных месторождений, эндогенных месторождений. Такие окислы как корунд, гематит и др., чаще всего встречаются в метаморфогенных месторождениях.
Сложные окислы — представляют собой соединения с кислородом двух или более металлов различной валентности. Поскольку окислы некоторых металлов, входящих в сложные окислы, являются ангидритами, эти сложные окислы могут рассматриваться как соли соответствующих кислот: Алюминаты, антимонаты, антимониты, титанаты, ниобаты, танталаты и т.п. Среди сложных окислов различного состава распространены окислы с формулой АВ2О4, в которых А = Mg, Fe2+, Zn, Mn2+, Ni, Be, Cu; В = Al, Fe3+, Cr, Mg3+. К ним относятся минералы рядов шпинели, магнетита, хромита и других. Весьма важные сложные окислы содержат Nb, Ta, Ti, U, Th, TR. 
Сложные окислы обычно имеют твёрдость по шкале Мооса 4—8, повышенный удельный вес и высокий показатель преломления. Некоторые из них непрозрачны. Образуются они при различных процессах , однако, наиболее характерны для эндогенных, частично магматических, скарновых и высокотемпературных гидротермальных месторождений. 
Гидроокислы - представляют собой соединения металлов с гидроксильной группой [OH]−, полностью или частично замещающую ионы кислорода в окислах. В них представлены катионы Fe3+, Al, Mg, Mn, Са, В, W и некоторых других металлов. 
Большинство гидроокислов имеют слоистую структуру, характеризующуюся гексагональной или близкой к ней плотнейшей упаковкой ионов [OH]−. Большая часть гидроокислов образует пластинчатые кристаллы с совершенной спайностью, параллельной слоям структуры. Твердость по шкале Мооса 2—5, удельный вес малый. Образуются при низких температурах. Наиболее характерны для экзогенных месторождений и зон окисления.  
Выделяют следующие группы минералов
1. Окислы меди (куприт)
2. Окислы и гидроокислы алюминия (Корунд, диаспор, бёмит, гидраргиллит, боксит, шпинель)
3. Окислы и гидроокислы железа, окислы титана и хрома (гематит, магнетит, гётит, лепидокрокит, лимонит, рутил, ильменит, хромит)
4. Окислы и гидроокислы марганца (пиролюзит, манганит, псиломелан, вад)
5. Окислы и гидроокислы олова, урана, тантала и ниобия (касситерит, уранинит, колумбит, танталит, пирохлор, микролит)
6. Окислы мышьяка, сурьмы, висмута, молибдена и вольфрама (арсенолит, сенармонтит, валентинит, бисмит, ферримолибдит, тунгстит).

## Использование
В основном окислы и гидроокислы являются важными рудами на Fe, Al, Mn, Cr, Sn, U, Cu и используются в ювелирном деле например разновидности кварца (цитрин, гелиотроп, горный хрусталь, аметист), халцедона (агат), корунда (сапфир, рубин).